# Kai Børre Andersen
Kai Børre Andersen (Bekkestua Baerum, 26 maggio 1975) è un pilota motociclistico norvegese ritiratosi dall'attività agonistica.

## Carriera
Dopo aver corso unicamente in campionati nazionali, nel 2002 Andersen passa al campionato Europeo Velocità nella categoria Supersport in sella ad una Yamaha. Vince subito il titolo di categoria con 4 vittorie e piazzandosi sempre almeno al 6º posto, distaccando così di 61 punti il secondo classificato, l'italiano Alessio Velini.
Il titolo europeo gli vale l'ingaggio nel team Saveko Racing (che usa delle Kawasaki) per correre il campionato mondiale Supersport 2003. Dopo due piazzamenti fuori dai punti e un ritiro nelle prime tre gare stagionali, il team decide di sostituirlo. Rimane così appiedato per il resto dell'anno.
Per il 2004, Andersen ottiene tre wild card nel mondiale Supersport in sella alla Kawasaki del team Kawasaki Docshop Racing a Valencia, Oschersleben e Assen. Ottiene come miglior piazzamento un 11º posto ad Assen e si classifica 26º nel mondiale con 10 punti.
L'anno seguente è titolare in Supersport nel campionato tedesco su Kawasaki, dove vince il titolo, e sempre su una Kawasaki (del team Kawasaki DocShop Racing) partecipa come wild card al gran premio di Lausitz del mondiale Supersport dove si classifica 12º, piazzamento che gli vale il 35º posto nella classifica mondiale con 4 punti.
Nel 2006 torna ad essere titolare nel mondiale Supersport sulla Suzuki del team Hoegee Suzuki Racing. Nella stagione salta la gara di Misano, e ad Assen ottiene il suo primo (e unico) podio mondiale, conquistando il terzo gradino del podio. A fine stagione si classifica 17º con 29 punti. Sarà anche la sua ultima stagione in un mondiale.
Dopo la sua esperienza mondiale, ritorna a competere fino al 2011 nel campionato tedesco.

## Risultati nel mondiale Supersport
| 2003 | Moto     |    |    |     |  |  |  |  |  |  |  |  |  | Punti | Pos. |
| ---- | -------- | -- | -- | --- |  |  |  |  |  |  |  |  |  | ----- | ---- |
| 2003 | Kawasaki | 19 | 19 | Rit |  |  |  |  |  |  |  |  |  | 0     |      |

| 2004 | Moto     |    |  |  |  |    |  |  |    |  |  |  |  | Punti | Pos. |
| ---- | -------- | -- |  |  |  | -- |  |  | -- |  |  |  |  | ----- | ---- |
| 2004 | Kawasaki | 15 |  |  |  | 12 |  |  | 11 |  |  |  |  | 10    | 26º  |

| 2005 | Moto     |  |  |  |  |  |  |  |  |  |    |  |  | Punti | Pos. |
| ---- | -------- |  |  |  |  |  |  |  |  |  | -- |  |  | ----- | ---- |
| 2005 | Kawasaki |  |  |  |  |  |  |  |  |  | 12 |  |  | 4     | 35º  |

| 2006 | Moto   |     |     |     |    |    |  |    |    |   |   |     |     | Punti | Pos. |
| ---- | ------ | --- | --- | --- | -- | -- |  | -- | -- | - | - | --- | --- | ----- | ---- |
| 2006 | Suzuki | Rit | Rit | Rit | 15 | 13 |  | 15 | 16 | 3 | 8 | Rit | Rit | 29    | 17º  |

| Legenda | 1º posto        | 2º posto            | 3º posto           | A punti      | Senza punti        | Grassetto – Pole position Corsivo – Giro più veloce |
| Legenda | Gara non valida | Non qual./Non part. | Ritirato/Non class | Squalificato | '-' Dato non disp. | Grassetto – Pole position Corsivo – Giro più veloce |